# Sola scriptura
Sola scriptura (ablatif latin signifiant « par l'Écriture seule ») est une expression latine désignant le principe protestant selon lequel la Bible est une autorité en elle-même, à laquelle les chrétiens, c'est-à-dire l'Église, se soumettent. Sola scriptura est la première expression des cinq solas à avoir été formulée.

## Doctrine
Sola scriptura est l’affirmation selon laquelle la Bible est la seule autorité pour toutes les questions relatives à la foi et à la pratique. La Sola scriptura, contrairement à une idée reçue, ne consiste pas en une exclusion des différentes traditions chrétiennes extra-scripturaires, mais à une subordination de leur autorité à l'autorité des Saintes Écritures.

## Chez les Pères de l'Église
Bien que non mentionnée explicitement sous l'appellation "sola scriptura", nous retrouvons chez beaucoup de Pères de l'Église des formulations explicites reprenant les prémisses de ce principe :
"Que l'Écriture inspirée soit donc notre arbitre, et le vote de la vérité sera sûrement donné à ceux dont les dogmes se trouveront en accord avec les paroles divines." Grégoire de Nysse 
"Il vous appartiendra cependant d'apporter vos preuves à partir des Ecritures aussi clairement que nous le faisons, lorsque nous prouvons qu'il a fait de sa Parole un fils pour lui-même. . . . Toutes les Écritures attestent l'existence claire et la distinction des personnes de la Trinité, et nous fournissent notre règle de foi." Tertullien 
"Il n'y a, frères, qu'un seul Dieu, dont la connaissance nous est donnée par les Saintes Écritures, et par aucune autre source. En effet, de même qu'un homme qui veut acquérir la sagesse de ce monde ne peut y parvenir autrement qu'en maîtrisant les dogmes des philosophes, de même nous tous qui voulons pratiquer la piété ne pouvons l'apprendre autrement   que par les oracles de Dieu. Ce que les Saintes Écritures déclarent, examinons-le, et ce qu'elles enseignent, apprenons-le." Hippolyte de Rome 
"Nous n'éludions pas les objections, mais nous nous efforçons autant que possible de maintenir et de confirmer les choses qui se présentent à nous, et si la raison donnée nous satisfait, nous n'avons pas honte de changer d'opinion et d'être d'accord avec d'autres ; mais au contraire, consciencieusement et sincèrement, et avec des cœurs ouverts devant Dieu, nous acceptons tout ce qui est établi par les preuves et les enseignements des Saintes Ecritures." Denys d'Alexandrie 
"Nous ne devrions pas faire la moindre remarque sans nous appuyer sur les Saintes Ecritures, ni nous laisser entraîner par de simples probabilités et par les artifices de l'argumentation. Ne me crois donc pas, parce que je te dis ces choses, si tu ne reçois pas des Saintes Ecritures la preuve de ce que j'avance ; car ce salut, qui est le fruit de notre foi, n'est pas le fruit d'un raisonnement ingénieux, mais d'une preuve tirée des Saintes Ecritures... Ne disons donc rien d'autre sur le Saint-Esprit que ce qui est écrit ; et si quelque chose n'est pas écrit, ne nous en occupons pas. C'est le Saint-Esprit lui-même qui a dit les Écritures ; il a aussi parlé de lui-même autant qu'il lui a plu, ou que nous avons pu le recevoir. Qu'on dise donc ce qu'il a dit, car ce qu'il n'a pas dit, nous n'osons pas le dire." Cyril de Jérusalem 

## Dans la Bible
Plusieurs versets font également référence à l'autorité suprême des Écritures Saintes, prémisse principale de la sola scriptura :
"Toute Écriture est inspirée de Dieu et utile pour enseigner, pour convaincre, pour corriger, pour instruire dans la justice, afin que l’homme de Dieu soit accompli et propre à toute bonne œuvre." 2 Timothée 3:16-17
"Ces Juifs avaient des sentiments plus nobles que ceux de Thessalonique; ils reçurent la parole avec beaucoup d’empressement, et ils examinaient chaque jour les Écritures, pour voir si ce qu’on leur disait était exact." Actes 17:11
"Je le déclare à quiconque entend les paroles de la prophétie de ce livre: Si quelqu’un y ajoute quelque chose, Dieu le frappera des fléaux décrits dans ce livre; et si quelqu’un retranche quelque chose des paroles du livre de cette prophétie, Dieu retranchera sa part de l’arbre de la vie et de la ville sainte, décrits dans ce livre." Apocalypse 22:18-19
"C'est à cause de vous, frères, que j'ai appliqué ces choses à moi et à Apollos, afin que vous appreniez en nos personnes à ne pas aller au-delà de ce qui est écrit, et que nul ne conçoive de l’orgueil en faveur de l’un contre l’autre." 1 Corinthiens 4:6
"Que ce livre de la loi ne s’éloigne point de ta bouche; médite-le jour et nuit pour agir fidèlement selon tout ce qui y est écrit; car c’est alors que tu auras du succès dans tes entreprises, c’est alors que tu réussiras." Josué 1:8

## Diverses interprétations
Dans le protestantisme, la mise en œuvre de ce principe a entraîné des interprétations différentes:
Dans les Églises réformées et la plupart des Églises évangéliques l'Écriture doit être interprétée dans son ensemble (« scriptura interpres scripturae »), sans rejet de sources externes qui aideraient à la compréhension de celle-ci.
Dans le fondamentalisme chrétien, l'écriture est interprétée littéralement.
Dans le protestantisme libéral, bien que référence théologique, l'accent est mis sur la lecture critique des textes bibliques pour éviter les contraintes des croyances traditionnelles de l'Église.

## Autorité et traduction
Dès le départ, les Réformateurs ont réalisé un effort de traduction en langues populaires, pour rendre accessible le message de l'Écriture. Dans un cadre défini, l'autorité d'une traduction plutôt que d'une autre se fait simplement par consensus, par adhésion, des croyants, selon la nature de la réunion, ou l'état d'esprit des participants. Les protestants se mettent simplement d'accord entre eux, par la discussion, l'écoute mutuelle, la réflexion personnelle. Pour assurer leur intime conviction, ils accordent une grande importance à la transparence du travail de traduction, à son histoire d'une traduction, à sa notoriété dans le milieu, la comparaison avec d'autres, à sa propre authenticité. Cette intime conviction se base non pas sur une seule traduction biblique, mais sur plusieurs. Le mouvement est similaire à celui qui est imposé par les évangiles, qui ne sont pas un, mais quatre ; il ne peut donc y avoir un évangile de référence, mais quatre.

## Dérives
Ainsi, les protestants ont souhaité s'appuyer sur la Bible pour justifier auprès de tiers leurs choix de vie, d'Église, leurs choix politiques, sentimentaux, etc. Certaines dérives du concept ont eu lieu.
La Guerre des Paysans allemands, par exemple, a confronté Luther à toute la difficulté de l'exercice. Ses positions avaient donné à des paysans l'espoir d'une vie meilleure, et, pour avoir des arguments et plus de force dans leurs revendications, ces paysans glissaient dans leurs revendications des passages bibliques pour défendre leurs intérêts. Luther a critiqué cette révolte et s'en est distancé .